# Пауль-Горст, Анна Георгиевна
Анна Георгиевна Пауль-Горст (в девичестве — Пауль; нем. Anna Paul-Horst; 1901, Штреккерау, Самарская губерния — 1984, Переделкино, Московская область) — журналистка, общественный деятель, директор (ректор) Немпединститута (1930—1932), участница гражданской войны. Участница III съезда РКСМ (Москва, 1920).

## Биография
Анна Георгиевна Пауль-Горст родилась в 17 декабря 1901 г. в селе Штреккерау, Новоузенский уезд, Самарская губерния. Отец Георг Пауль, мать Барбара Шульмейстер. Чтобы помочь обеспечивать многодетную семью родителей, пошла работать в 13 лет. Работала на Камышинском чугунно-литейном заводе.
В г. Камышине участвовала в молодёжном движении, где вместе с А. Мещеряковым создала коммунистический союз молодёжи.
Работала в руководящих органах комсомола — с 18 марта 1919 года работала членом правления Камышинского отделения союза коммунистической молодёжи, заведующей художественным и спортивным отделом, в 1919 году ухаживала за раненными на пароходах в городе Саратове, в мае 1920 года на I Камышинском уездном съезде комсомола её избрали в уездный комитет комсомола (уком) комсомола, делегатом на Саратовскую губернскую комсомольскую конференцию. В этом же году работала заведующей информационно-статистического отдела Камышинского укома комсомола. Делегат III съезда РКСМ (октябрь 1920) в Москве.
В 1921 году воевала с отрядами Вакулина.
С 16 февраля 1930 по 17 июля 1932 года работала директором (ректором) Немпединститута.
Является автором статьи «Сынопаловщина» (газеты «Трудовая правда», «Nachrichten» от 2 августа 1930), что дало повод для репрессий организаторов и первых преподавателей Немпединститута в г. Энгельсе А. Сынопалова, Г. Дингеса и П. Рау.
Согласно постановлению НКВД Саратовской области 9 октября 1937 года Анна Георгиевна была арестована в Москве. В это время она работала воспитателем детских яслей № 64. 17 сентября 1939 года была осуждена Особым Совещанием НКВД СССР за антисоветскую агитацию и приговорена к 8 годам лишения свободы.
Реабилитирована 12 октября 1955 года Верховным судом СССР. С этого времени жила в городе Ишимбае, потом в Москве. В 1960-х годах Пауль-Горст участвовала в движении за восстановление республики немцев Поволжья. В 1955 году была членом 2-й делегации советских немцев.
Проживая в Переделкино с 1970-х годов в интернате для старых коммунистов, ветеранов партии и комсомола, вела переписку с комсомольцами города Камышина, приезжала для встреч с ними.
Скончалась в 1984 году.
По завещанию Анны Пауль-Горст урна с её прахом захоронена в г. Камышине (Волгоградская область) местной комсомольской ячейкой на городском братском воинском кладбище рядом с бойцами, умершими в госпиталях в годы Великой Отечественной войны и Героями Советского Союза, похороненными в Камышине.
данные по книге Арнгольд Г. Д. Имя моё. Воспоминания, статьи, документы, выступления. Издание АНО «Центр немецкой культуры», М., 2008.

необходимо вспомнить ещё об одной колоритной фигуре, имевшей отношение к становлению Немгоспединститута, который был открыт в 1929 г. В 1930 г. короткое время его директором была Анна Пауль-Горст. Она родилась в 1907 г. в с. Штреккерау Саратовской области, была организатором первой комсомольской ячейки в г. Камышине. В 16 лет принята в члены РКП(б), являлась активной участницей борьбы против белобандитов, зверствовавших в 20 годы в Поволжье. Анна по направлению партии обучалась в Московском университете имени Я. М. Свердлова и в Академии коммунистического воспитания имени Н. К. Крупской, руководила отделом культуры и пропаганды Энегельского городского комитета партии. Работая в должности директора пединститута, была направлена в научную командировку в Германию. После возвращения из Германии её освободили от должности директора по подозрению в антисоветской деятельности. Возвращаясь в Москву, Анна продолжала активную деятельность в области коммунистического просвещения и стала профессиональным революционером. В 1937 г., после ареста и последующей в тюрьме смерти мужа Георга Горста, Анна была сослана в Казахстан. Освободившись из ссылки в 1953 г., она приехала в г. Ишимбай (Башкирия), встала на спецучет и поселилась у брата Ивана Пауля. …Получив разрешение на возвращение в Москву, была приглашена в интернат старых коммунистов в Переделкино. Анна Георгиевна умерла в 1984 г. в доме ветеранов. Прах, по её желанию, перевезли на кладбище Героев войны и революции в г. Камышине.

## Семья
Родилась в многодетной католической семье, где из девяти детей восемь — мальчики.
Брат — Пауль, Иван Георгиевич, директор Ишимбайского нефтяного техникума в 1963—1968 гг.
Брат — Пауль, Яков Георгиевич, инструктор Высшей московской школы красных военных летчиков, летчик-испытатель 1-го класса.
Муж — Горст, Христиан Христианович, ответственный секретарь Областного комитета ВКП(б) АССР немцев Поволжья в 1929—1932 гг.